# Массачусетс
Массачу́сетс (англ. Massachusetts, американское произношение: [ˌmæsəˈtʃuːsᵻts] (слушать)о файле), официально — Содру́жество Массачу́сетса (англ. Commonwealth of Massachusetts) — штат в Новой Англии, расположенный на северо-востоке США, на берегу Атлантического океана. Столица и крупнейший город Бостон. Население — 7 033 469 человек (в 2020 году).

## Название
Штат получил своё название по названию местного народа массачусет: masa- «большой», -wachu- «гора», -s- — уменьшительный суффикс, и -ut — показатель локатива, что переводилось как «около большой возвышенности» или «у малой большой возвышенности».

## География

Карта Массачусетса

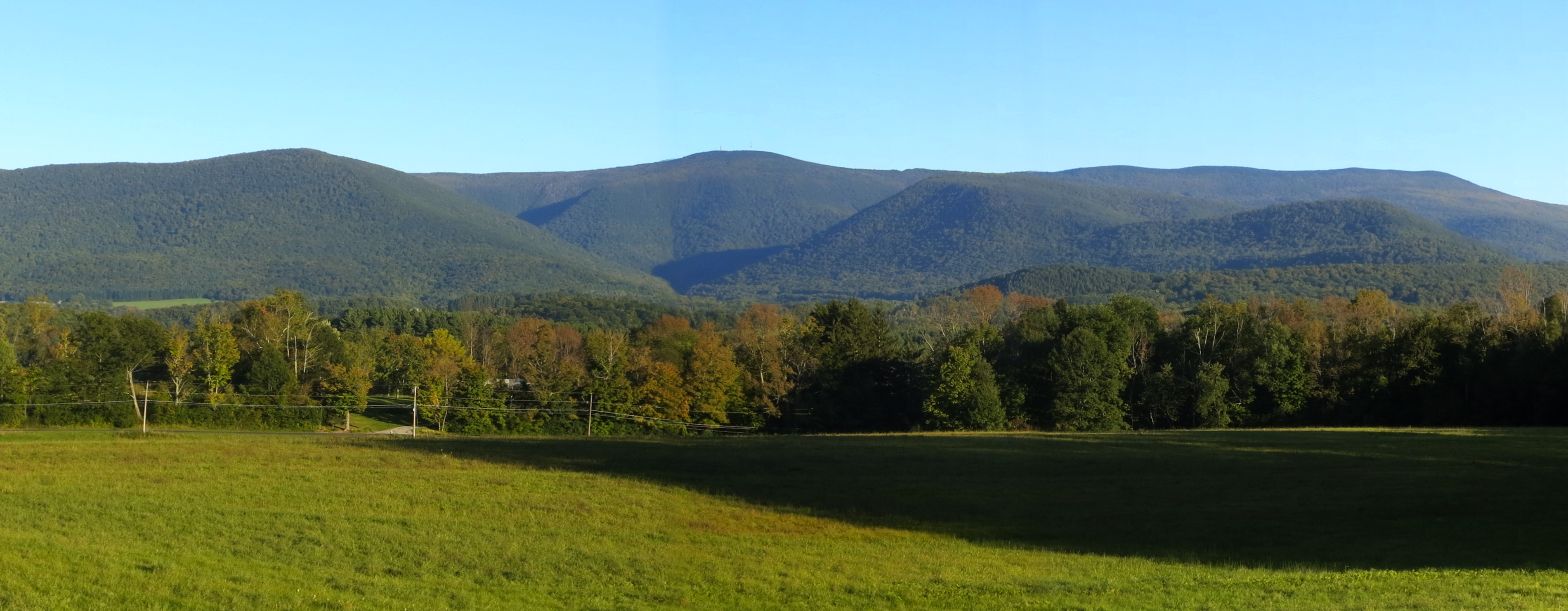
Грейлок

Массачусетс граничит со штатами Нью-Гэмпшир и Вермонт на севере, Нью-Йорк на западе, Коннектикут и Род-Айленд на юге, с Атлантическим океаном на востоке. Острова Мартас-Винъярд и Нантакет расположены к югу от полуострова Кейп-Код.
Массачусетс называют штатом заливов, из-за нескольких заливов на его побережье: Массачусетс, Кейп-Код, Баззардс, а также Наррагансетт. Заливы Кейп-Код и Баззардс соединяет канал Кейп-Код.
На западе находятся горный хребет Таконик и горы Беркшир-Хилс.
Бостон — крупнейший город штата (агломерация около 5,8 миллиона), но большая часть населения метрополиса живёт в пригородах.

## История
Первым достиг здешних берегов английский мореплаватель Бартоломью Госнольд в 1602 году. В 1620 году у берегов мыса Кейп-Код высадились пассажиры торгового судна «Мейфлауэр», покинувшие Англию по религиозным соображениям. Именно они основали на территории Массачусетса первое европейское поселение — Плимутскую колонию. Перед окончательной высадкой в Плимуте они подписали знаменитое Мейфлауэрское соглашение, которое считается первой американской конституцией. В основу этого документа легла идея гражданского согласия — подчинения воле большинства, а через 150 лет именно свободолюбие и непокорность потомков пуритан помогли Америке стать независимой. Освоиться на новом месте поселенцам помогли индейцы-вампаноаги. Во время первого урожая в октябре 1621 года англичане устроили трёхдневный пир для индейцев. Так возник праздник, известный сегодня как День Благодарения. Вскоре появились новые переселенцы, в 1623 году была основана колония Глостер, в 1626 году — Номкиг, которая позже превратилась в город Сейлем. В 1630 году прибыла первая группа пуритан во главе с Джоном Уинтропом, который стал основателем Бостона. В 1636 году был открыт Гарвардский университет, первое в стране учебное заведение такого ранга.
В 1691 году хартией короля Вильгельма III и королевы Марии II путём слияния существовавших до этого Плимутской колонии и Колонии Массачусетского залива, а также провинции Мэн, Нантакета, Мартас-Винъярд и территории, известной сейчас как Новая Шотландия, была образована провинция Массачусетс-Бэй. Хартия вступила в силу 14 мая 1692 года, а Новая Шотландия отделилась в 1696 году. Одновременно провинция Нью-Гэмпшир была отделена от колонии Массачусетского залива.
Пуритане отличались религиозной нетерпимостью, в 1692 году началась «охота на ведьм» в городке Сейлем. На Сейлемском процессе было предъявлено 156 обвинений, 30 человек признано виновными, из них 14 женщин и 5 мужчин были повешены.
К середине XVIII века Массачусетс стал центром кораблестроения и торговли в британских колониях. Жители штата протестовали против налогового гнёта со стороны метрополии. В 1770 году это вылилось в «Бостонскую бойню». В 1773 году вспыхнул мятеж, известный как «Бостонское чаепитие», ставший началом Войны за независимость США. Жители колонии Массачусетс, переодевшись в индейцев, скинули с британского корабля ящики с чаем в знак протеста против невыгодной для колонии налоговой политики и ограничений на торговлю с другими странами.
Массачусетс был одной из 13 американских колоний, начавших восстание против Великобритании. В 1787 году в Массачусетсе произошло крупное фермерское Восстание Шейса. 6 февраля 1788 года Массачусетс ратифицировал Конституцию США и стал шестым штатом нового государства.
В XIX столетии Массачусетс играл ведущую роль в американском судостроении и мореходстве, и таким образом — в первоначальной внешней экспансии Соединённых Штатов. В это время за американскими моряками закрепилась кличка «бостонец», а история судостроения обогатилась несколькими типами судов, включая «бостонского китобойца», считавшимися одними из лучших на море, обходя даже суда английской постройки.

## Экономика
Основная сельскохозяйственная продукция штата — морепродукты, саженцы, молочные продукты, клюква и овощи. Основная промышленная продукция — станки, электрическое оборудование, научные инструменты, печать и издательство, а также туризм. Также важную экономическую роль играют высшее образование, здравоохранение и финансовые службы.
Валовой продукт штата за 2013 год составил $420,7 млрд, 12-й по США. В 2012 году личный доход на человека в штате составлял около $53 тыс., 6-й по стране.
По оценке Бюро экономического анализа США, валовой продукт штата Массачусетс в 2017 году составил $527 млрд. В 2012 году личный доход на душу населения составлял $53 221, что делает его третьим по этому показателю штатом в стране. По состоянию на январь 2020 года в штате Массачусетс общая минимальная заработная плата составляет $12,75 в час, а минимальная заработная плата для рабочих, получающих чаевые, составляет $4,95 в час.
В 2015 году в Массачусетсе располагались двенадцать компаний из списка Fortune 500: Liberty Mutual, Massachusetts Mutual Life Insurance Company, TJX Companies, General Electric, Raytheon, American Tower, Global Partners, Thermo Fisher Scientific, State Street Corporation, Biogen, Eversource Energy и Boston Scientific. В списке CNBC «Лучшие штаты для бизнеса за 2014 год» Массачусетс признан 25-м лучшим штатом в стране для ведения бизнеса. Два года подряд, 2015 и 2016, Bloomberg признавал штат самым инновационным в Америке. Согласно исследованию Phoenix Marketing International, проведённому в 2013 году, Массачусетс занимает 6-е место в США по количеству миллионеров на душу населения (6,73 %). Среди миллиардеров, живущих в штате, — бывшие и нынешние руководители (и связанные с ними семьи) таких компаний как Fidelity Investments, New Balance, Kraft Group, Boston Scientific и Continental Cablevision.
В Массачусетсе есть три порто-франко: Управление порта Массачусетса в Бостоне, порт Нью-Бедфорд и город Холиок. Международный аэропорт Бостон-Логан — самый загруженный аэропорт Новой Англии, который в 2015 году обслужил 33,4 млн пассажиров.
Жизненно важными для экономики Массачусетса являются такие отрасли народного хозяйства как высшее образование, биотехнологии, информационные технологии, финансы, здравоохранение, туризм, промышленное производство и оборона. Коридор Route 128 и Большой Бостон продолжают оставаться крупным центром венчурных инвестиций, а высокие технологии остаются важным сектором. В последние годы туризм играет всё более важную роль в экономике штата, при этом Бостон и Кейп-Код являются ведущими направлениями. Другие популярные туристические направления включают Сейлем, Плимут и Беркшир-Хилс. Массачусетс является шестым по популярности туристическим направлением среди иностранных путешественников. В 2010 году Комиссия по достопримечательностям штата Массачусетс опубликовала список «1000 замечательных мест в штате Массачусетс», в который включило 1000 мест по всему штату, чтобы выделить разнообразные исторические, культурные и природные достопримечательности Массачусетса.

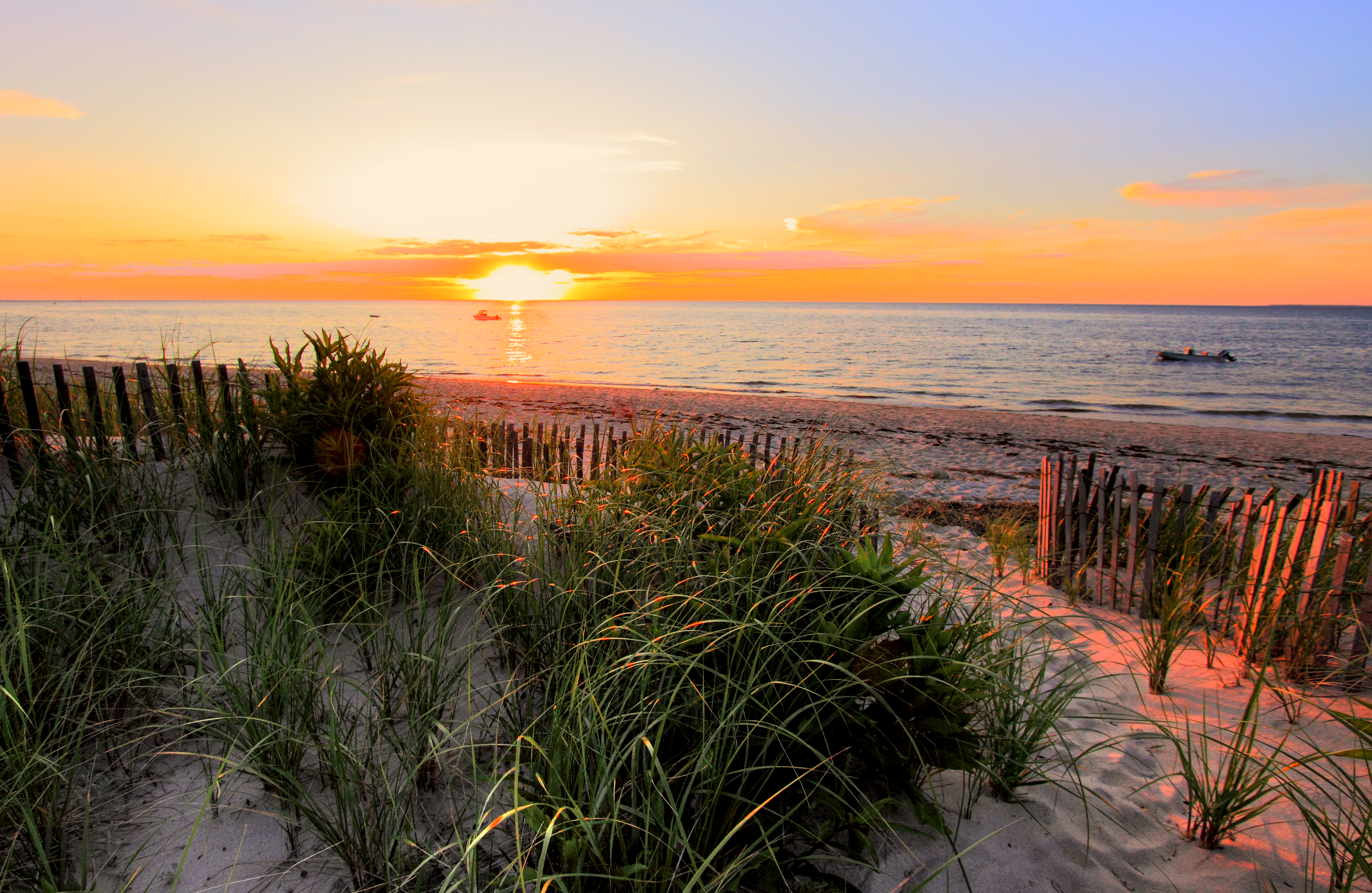
Закат в Брюстере, залив Кейп-Код

В то время как обрабатывающая промышленность составляла менее 10 % валового продукта Массачусетса в 2016 году, штат занимал 16-е место в стране по общему объему промышленного производства. В Массачусетсе выпускается широкий спектр промышленных товаров, таких как медицинские устройства, бумажные изделия, специальные химические вещества и пластмассы, телекоммуникационное и электронное оборудование, а также компоненты.
По состоянию на 2012 год в Массачусетсе насчитывалось 7 755 ферм общей площадью 2120 км², в среднем 273 000 м² каждая. Особо следует отметить сельскохозяйственные культуры, в том числе тепличные, на которые приходится более трети сельскохозяйственного производства штата, клюква, сладкая кукуруза и яблоки также являются крупными отраслями производства. Массачусетс — второй по величине штат в США по производству клюквы после Висконсина.
В более чем 33 000 некоммерческих организаций штата Массачусетс занята одна шестая всего работающего населения штата.
В феврале 2017 года издание U.S. News & World Report признало Массачусетс лучшим штатом США на основе 60 показателей, включая здравоохранение, образование, преступность, инфраструктуру, возможности, экономику и правительство. Штат занял первое место по образованию, второе — по здравоохранению и пятое — по управлению экономикой.

## Демографическая информация

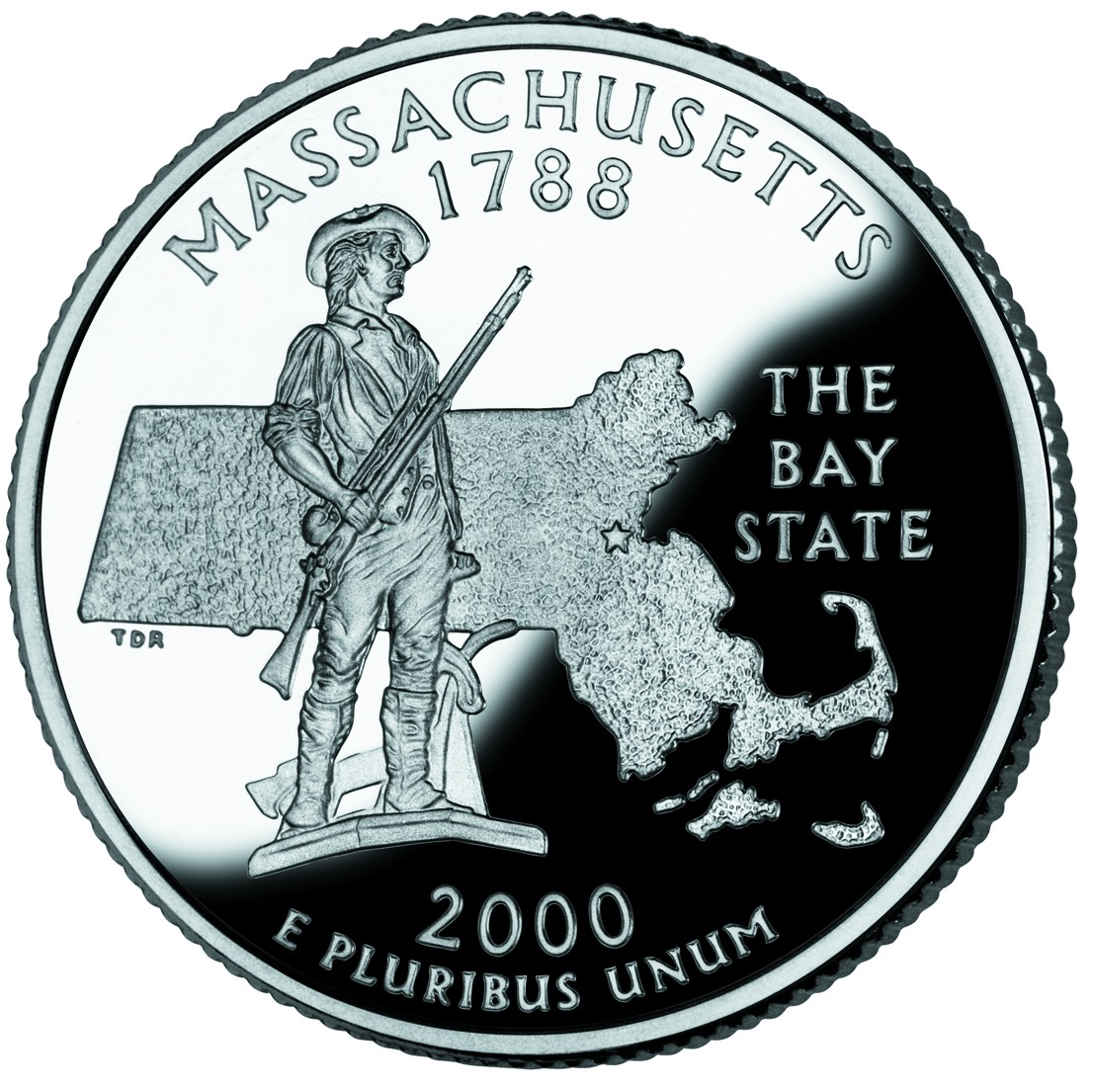
Монета 25 центов, посвящённая штату

Население штата (в 2014 году) составляло 6,745,408 человек.
Религиозная принадлежность населения:
- Католики — 44 %
- Протестанты — 27 %
- Прочие христианские течения — 1 %
- Прочие религии (в основном иудеи) — 5 %
- Нерелигиозны — 23 %

Основные протестантские группы: баптисты — 4 % от населения штата, Епископальная церковь США — 3 %,
методисты и конгрегационалисты — по 2 %.

## Административное устройство
В штате насчитывается 14 округов, 50 крупных городов и 301 населённый пункт.

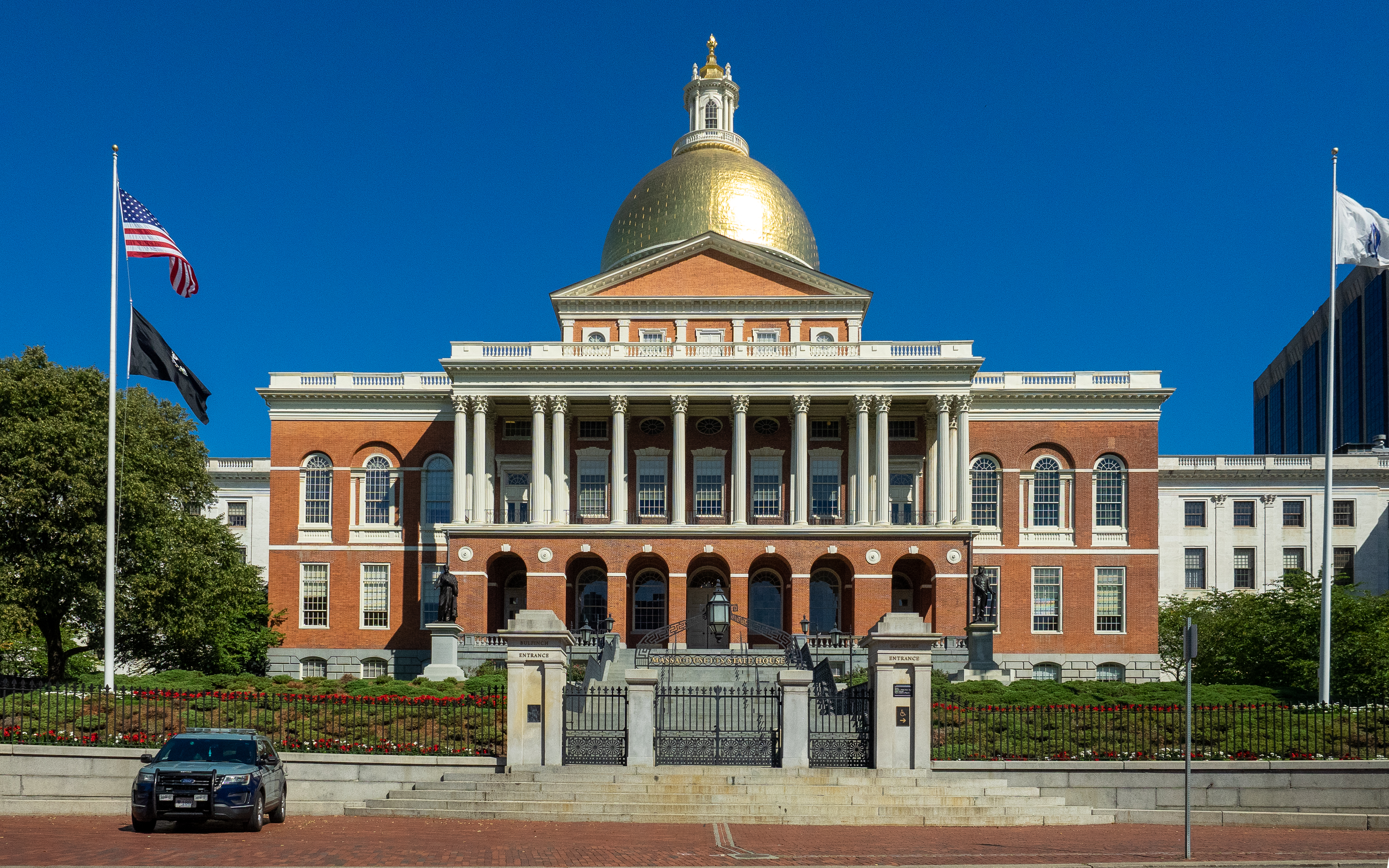
Капитолий штата Массачусетс

## Законы и администрация
Столица штата — город Бостон, губернатор штата — Мора Хили, член Демократической партии. Сенаторы от штата Массачусетс — Элизабет Уоррен и Эд Марки. Штат имеет 9 представителей в нижней палате Конгресса, все они демократы.
Массачусетс известен как один из самых левых и либеральных из американских штатов. Согласно решению Верховного суда штата, 17 мая 2004 года Массачусетс впервые в истории США начал регистрировать однополые браки.

## Образование и наука

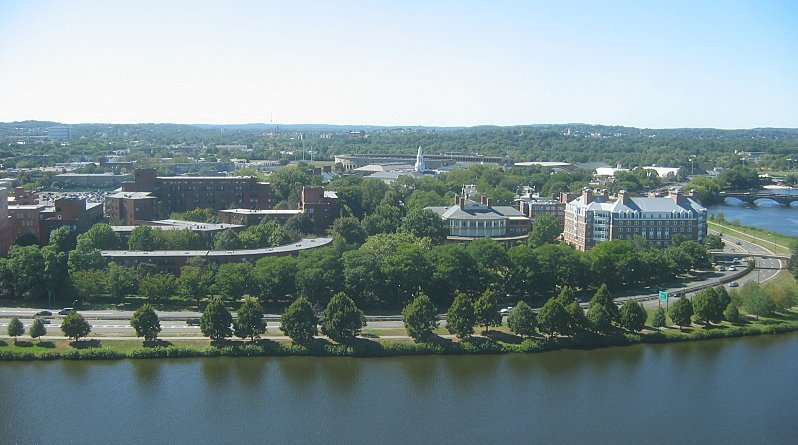
Гарвардская школа бизнеса

Несмотря на то, что Массачусетс занимает только 45 место по величине среди всех штатов, он претендует на то, чтобы считаться лидером и интеллектуальным центром нации. И для этого у него есть все основания. Первые печатные издания, газеты, библиотеки и средние школы появились в Массачусетсе. Старейший университет Америки — Гарвард — был основан в Кембридже в 1636 году. Первая государственная школа была основана немного позднее в 1647 году. Заметим, что Американская революция началась в Бостоне. И сегодня бесчисленное множество интеллектуалов предлагает и применяет здесь свои способности в области высоких технологий и программирования. Многочисленные колледжи и университеты привлекли студентов со всего мира, и штат стал космополитом.
В Кембридже расположены Гарвардский университет и Массачусетский технологический институт (MIT), много лет занимающие первые места в рейтингах лучших университетов мира. В Кембридже расположен Математический институт Клэя.

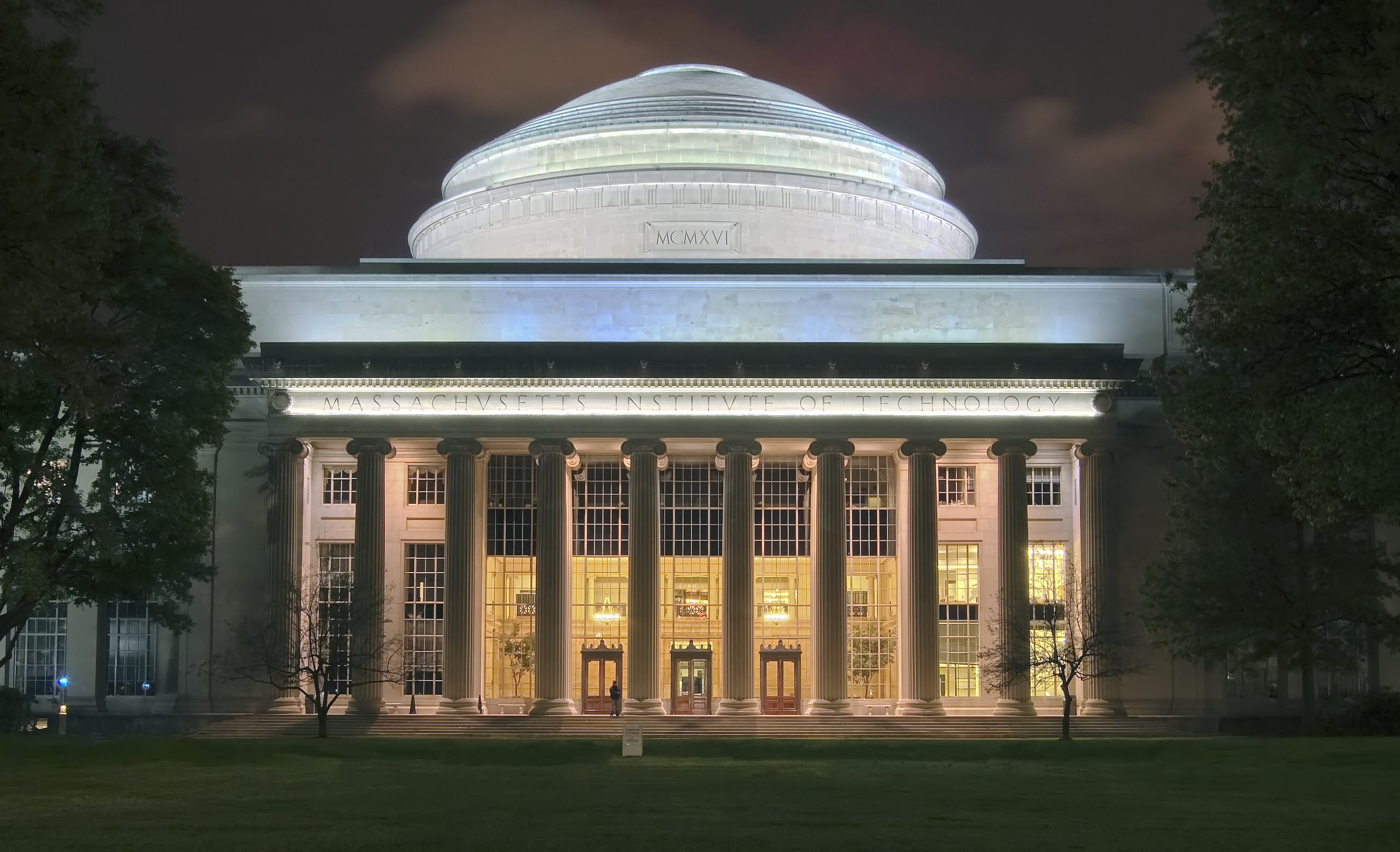
Массачусетский технологический институт

Всего в Бостоне и в его пригородах расположены 8 так называемых исследовательских университетов: Бостонский колледж, Бостонский университет, Брандайс, Гарвард, Массачусетский технологический институт, Северо-восточный университет, Университет Тафтса и (Университет Массачусетса — Бостон).
Один университет (Гарвард) принадлежит к лиге плюща, три — к лиге женских университетов Семь сестёр (Колледж Маунт Холиоук, Колледж Смит и Колледж Уэллсли). Вне Бостона находятся широко известные своей репутацией пять колледжей Пионерской долины: выше упомянутые Маунт Холиоук и Колледж Смит, а также Колледж Гемпшира, Колледж Амхерста и Университет Массачусетса — Амхерст; и помимо них Колледж Уильямса и Государственный Колледж Вустера. Наиболее известные технологические университеты, помимо всемирно известного Массачусетского технологического: Вустерский политехнический институт и Университет Массачусетса — Лоуэлл.
Кроме этого, известны консерватория Беркли и Консерватория Новой Англии, а также Океанографический институт Вудз Хоул и Морская биологическая лаборатория.

## Достопримечательности

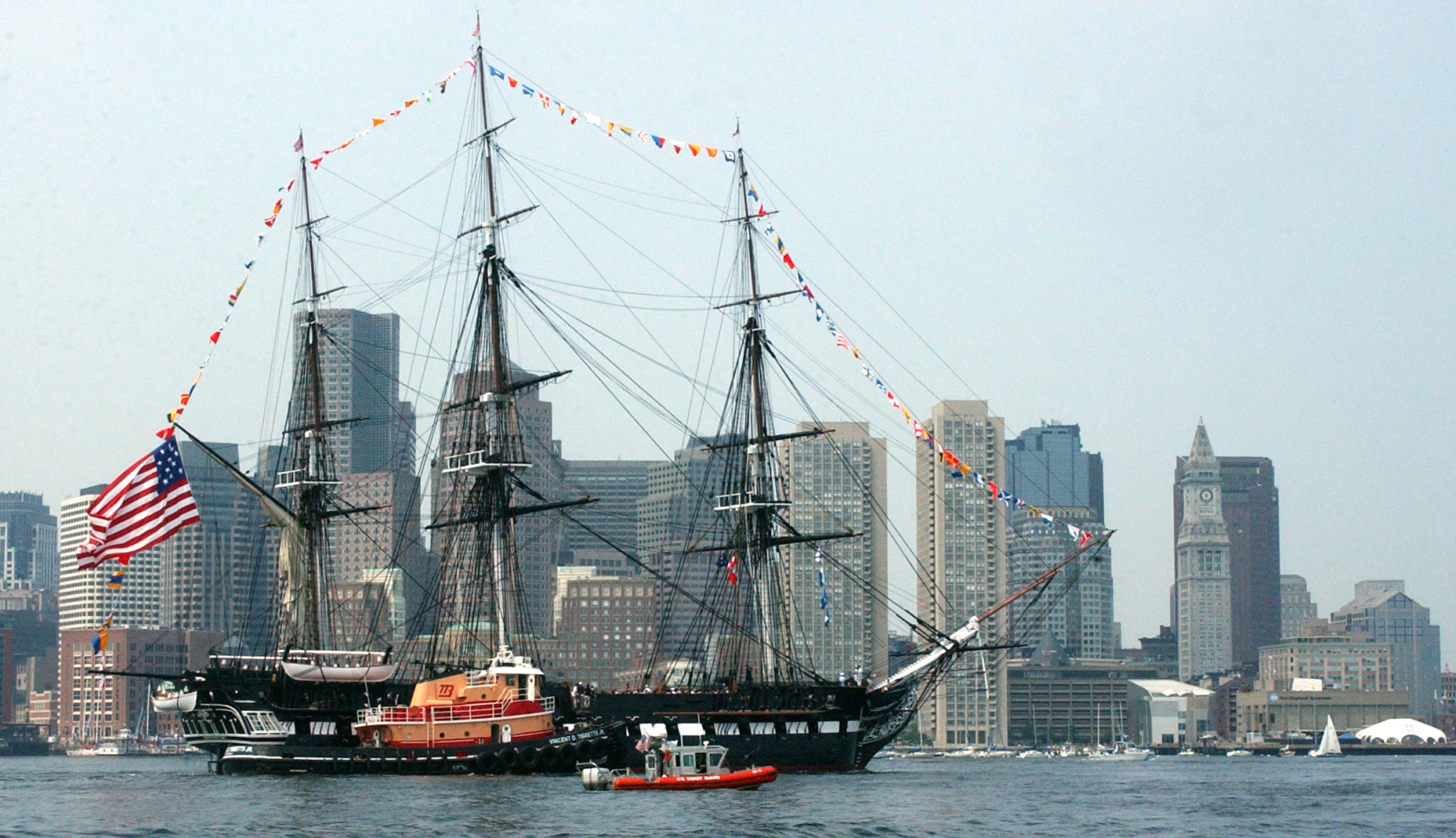
Корабль USS Constitution в Бостонской бухте

Множество достопримечательностей штата сосредоточено в Бостоне.
В Плимуте можно увидеть скалу, у которой, согласно легенде, высадились первые пуритане. Рядом с Плимутской скалой — точная копия корабля «Мейфлауэр», построенная в 1955 году в Англии и затем совершившая плавание в Америку.

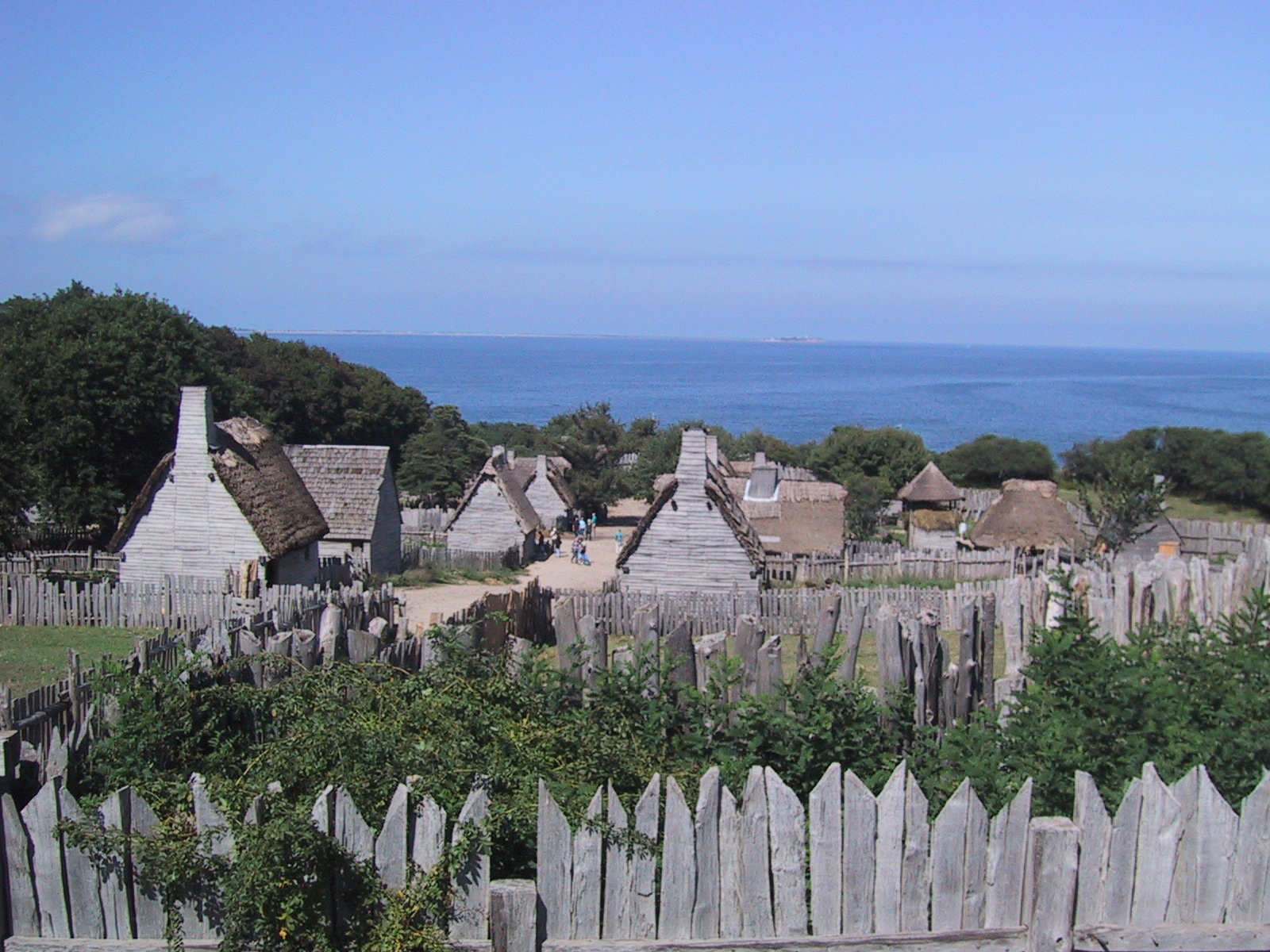
Плимутская плантация

Интересно также посетить Плимутскую плантацию, где царит атмосфера XVII века. Популярное место отдыха — Национальное побережье Кейп-Код, известное великолепными песчаными пляжами.
Прочие достопримечательности:
- Дайтон Рок — сорокатонный камень, найденный в Дайтоне[англ.] и содержащий на своей поверхности петроглифы. В 1980 г. он был внесён в Национальный реестр исторических мест США за № 80000438.
- Лексингтон Грин — место вооружённого столкновения между американскими и британскими войсками в 1775 году во время войны за независимость. Расположено рядом с городом Лексингтон.
- Памятник отцам-основателям в Плимуте.
- Памятник рыбаку в Глостере.
- Пилигримский монумент в Провинстауне.

## Спорт
В конце 19-го века олимпийские виды спорта баскетбол и волейбол были изобретены в городах Западного Массачусетса Спрингфилд и Холиок, соответственно.

## Транспорт
Транспортное управление залива Массачусетс.